# 이상은 (가수)
이상은(李尙恩, 1970년 3월 12일~) 또는 이전 예명 리채는 대한민국의 가수이다. 1988년 강변가요제 대상곡 <담다디>로 데뷔한 아이돌 스타였으나, 유학 후 지금 현재는 한국을 대표하는 여성 싱어송라이터로 인정받고 있다. 특히 6집 《공무도하가》앨범은 '한국대중음악 100대 명반' 중 10위에 올랐는데, 이는 10위권 안에 있는 유일한 여성뮤지션이다. 11집과 12집으로 각각 한국대중음악상 올해의 음악인(여자)부문 수상도 하였다. 또한, 다양한 실험으로 국내 대중음악계에서 가장 다채로운 음악적 스펙트럼을 가진 뮤지션 중 한 명이기도 하다. 음악 이외에도 글, 그림 등 예술분야 전반에 걸쳐 재능을 발휘하고 있으며, 라디오DJ 등 방송 경력도 화려하다. 여행광에 영어, 일본어도 능통하고, 'Lee-tzsche (리채,リ-チェ)'라는 이름으로 해외 활동도 하였다. 방송보다는 라이브공연 위주로 활동하고 있으며, 2014년 2월 정규음반 15집을 발표했다. 3집부터는 거의 다 자작곡이다. 대표곡으로는 〈담다디〉, 〈사랑해 사랑해〉, 〈언젠가는〉, 〈새〉, 〈어기여디어라〉, 〈비밀의 화원〉, 〈삶은 여행〉 등이 있다. 2019년 10월 EP앨범 《fLoW》를 발표했다.

## 생애
178cm 큰키에 중성적인 스타일, 만 18세의 한양대 연극영화과 새내기였던 이상은은 1988년 여름 MBC 강변가요제에서 〈담다디〉로 대상을 차지한 후, 곧바로 신드롬을 일으키며 가수 활동 외에도 각종 예능프로, 드라마, 영화, CF, 라디오DJ, 쇼프로MC 등 한동안 만능엔터테이너 아이돌 컨셉으로 활동하며 엄청난 인기를 얻는다. 하지만 지나친 대중의 관심과 쇼비지니스의 횡포는 그녀를 쉬이 지치게 만들었고, 성대결절이란 악조건 속에서 발표한 2집 타이틀곡 〈사랑할거야〉가 히트를 하지만, 표절 시비에 휘말리며 그렇지 않아도 꼭두각시처럼 끌려다니는 연예계 생활에 염증을 느끼던 그녀는 중대한 결심을 하게 된다. 가수 데뷔 후에도 늘상 입버릇처럼 말해 왔던 미술 공부를 위해 유학을 결정한 것이다. 1990년 가을 그렇게 이상은은 인기절정의 순간, 훌쩍 한국을 떠난다.
처음엔 가까운 일본으로, 그리고 다시 미국으로. 1991년 그녀는 뉴욕 프랫 인스티튜트로 학교를 결정하고, 입학준비를 하는 동안 음악활동의 전환점이 되는 3집앨범 《더딘하루》를 만들어 발표 한다. 지난시절 자신이 그토록 하고 싶었던 음악, 싱어송라이터로서의 면모를 보여준 이 앨범에서 그녀는 제작 전과정을 직접 주도하면서 진정한 음악인으로서의 자세에 눈을 뜨게 된다.
미국 유학 중에도 음악을 향한 그녀의 열정은 계속되어 그녀는 곧 새로운 실험에 착수 한다. 국내 최초의 힙합 앨범이라 할 수 있는 하우스풍의 4집 《Begin》을 발표한 것. 이 앨범은 양희은의 소개로 알게 된 흑인음악 프로듀서 김홍순과의 공동작업이었는데 이 과정을 통해 그녀는 다양한 표현방법을 체득하게 되었다고 한다. 이러한 실험적인 작업을 거쳐 대중들과의 접속을 다시 시도한 앨범이 바로 '언젠가는'이 수록된 5집이었고, 역시 대중의 큰 사랑을 받게 된다.
이즈음 이상은은 일본에서 라디오 방송을 진행하는 재일교포 저널리스트 강신자씨와 인연이 되어 일본 아티스트(와다 이즈미, 다케다 하지무)들과의 교류를 시작하게 되는데, 5집이후 2년뒤 발표된 6집은 그들과의 본격적인 합작품이다. 바로 한국 대중음악사의 명반중 하나로 꼽히는 6집 《공무도하가》. 이 앨범에서 그녀는 앨범 수록곡이기도 한 〈보헤미안〉처럼 동양인으로서의 정체성을 찾으려는 의지와 세계화를 추구하는 노력을 앨범 가득 담아냈으며 이 앨범은 일본에서 먼저 발매, 국내에는 라이센스로 들어와 소개됐다.
1997년, 그녀의 또 한장의 명반이 발표 된다. 그녀를 노래하는 시인으로 인정하지 않을 수 없게 만드는 7집 《외롭고 웃긴 가게》.
이 앨범에서 그녀는 자신이 바랬던 '내면을 그린 추상화 같은 음악'을 완성한다. 그녀의 새로운 음악세계가 집약되어 있는 이 앨범을 통해 그녀는
그 누구도 부인 할 수 없는 진정한 뮤지션으로 다시 한번 태어나게 되었다.
한편, 그녀는 전곡 영어앨범 8집을 내면서 '이상은'이라는 이름 대신 '리채(Lee-Tzsche)'라는 생소한 이름을 갖고 우리에게 돌아온다.
'Lee-Tzsche(리채,リ-チェ)'라는 이름은 외국에서 활동이 많아지면서 쉽게 부를수 있는 영어 이름이 필요해 만든 것으로, '리'와 '채'는 부모님의 성씨에서 한 자씩 딴 것. 영어 표기의 'tzsche'는 자신이 좋아하는 철학자 니체의 이름 일부를 차용했다고 한다.
그간 이상은은 영국의 유명 레코드사인 버진(Virgin)사와 음반계약을 맺어 세계적인 뮤지션으로 성장해 있었다. 일본에서 발매된 8, 9, 10집 역시 도시바EMI에서 나온것으로 국내에는 라이센스로 소개 됐다.
또한 한국 음악인으로는 처음으로 일본영화 '화이팅 에츠코(がんばっていきまっしょい)'의 영화음악을 맡아 '어기여디어라' 영어버전인 〈Ogiyodiora〉가 주제곡으로 화제를 모았으며, 이 곡을 포함한 이상은의 OST앨범 《Give it all》 역시 좋은 반응을 얻었다.
이상은은 일본에서 활동 하면서도 일본어로 노래부르지 않았고, 대중적인 인기를 목적으로 활동한 것이 아닌 라이브 공연 위주로 순전히 음악성만으로 인정을 받아 활동해 왔다는 것은 주목할 만한 점이다. 2000년도에는 다시 영국으로 미술유학을 떠나기도 하였다.
일본 활동을 마치고 귀국 후 이상은은 자신이 있던 주류 음악계로 가지 않고 주로 인디씬에서 활동 한다.
소규모 공연을 계속하는 한편, 여행작가로, 라디오 DJ로, 미술과 음악, 영화, 사진 등 서로 다른 예술 영역을 가로지르며 자신만의 세계를 키워왔고, 대중과 평단의 고른 지지를 받는 한국을 대표하는 여성 싱어송라이터로 자리매김 해왔다.
꾸준히 발표된 이상은의 앨범들은 다양한 장르의 음악적 실험과 사색으로 넓은 스펙트럼을 자랑하고 있으며, 때문에 그녀의 음악을 처음 접한 시점에 따라 다르게 읽히는 뮤지션이기도 하다.
아이돌 댄스가수로 시작해, 서정적인 발라드, 포크, 재즈, 록 장르를 선보이기도 하고, 동양적 색채를 표방하며 내면으로 깊숙이 침잠하는 철학적인 음악도 선보였다. 실험적인 사운드를 즐기는 몽상가에서 어느 순간 사랑에 빠진 달콤한 예술가가 되더니, 돌연 파격적인 일렉트로닉 음악을 선보여 충격을 안기기도 했다. 최근에는 빈티지한 사운드로 다시 한번 음악적 변신을 시도하는 등, 자기발전을 위한 그녀의 오랜 여정은 현재도 계속 진행 중이다.
2009년에 'Breeze Music (브리즈뮤직)'이라는 인디레이블을 만들어 14집 앨범부터 자신의 레이블을 통해 발매 하고 있으며,
2014년 2월, 4년 만의 신작인 15집 《lulu》에서 그녀는 모든 수록곡의 작사·작곡뿐 아니라 편곡과 녹음, 사운드메이킹, 믹싱 등 앨범작업 일체를 홈레코딩으로 홀로 다 해내는 또 다른 도전을 이뤄냈다.
2015년 7월에는 전통예술을 중시하고 대중가수에게는 문턱이 높은 곳으로 알려진 국립극장에서 이틀 동안 단독 공연을 펼치기도 하였다. 그간 다양한 장르를 아우르며 대중성과 음악성을 모두 갖춘 아티스트로 평가 받는 이상은은 국립극장의 여우락 페스티벌에 참여하면서 기존 자신의 레퍼토리를 국악으로 재해석한 새로운 무대를 보여주었다. 공연을 준비하며 전통음악에 대해 많은 공부와 고민을 하게 되었다는 이상은은 이를 새앨범 작업으로도 이어갈 것이라고 밝혔다. 월간객석 10월호 인터뷰에 의하면 16집 앨범준비에 들어갔다.
2019년 10월 5년 만의 신작 EP앨범 《fLoW》를 발표했다.

## 학력
- 서울재동초등학교 (졸업)
- 덕성여자중학교 (졸업)
- 창덕여자고등학교 (졸업)
- 한양대학교 연극영화과 (중퇴) (1988-1990)
- 프랫 인스티튜트 미술학과 (졸업) (1992-1994)
- 첼시 칼리지 오브 아츠 페인팅학과 (졸업) (2000-2001)[13]

## 발표 앨범

### 정규 음반
- 1989년 1월 : 1집 《Happy Birthday》
- 1989년 12월 : 2집 《사랑할거야》
- 1991년 11월 : 3집 《더딘하루》 - 뉴욕 유학중작업 (3집부터 자작곡 / 아이돌에서 싱어송라이터로 포지션을 변경)
- 1992년 6월 : 4집 《BEGIN》 - 뉴욕
- 1993년 1월 : 5집 《LEE SANG EUN》 - 뉴욕
- 1995년 7월 : 6집 《공무도하가》 - 일본 활동 (이때부터 한국엔 라이센스형태로 역수입됨)
- 1997년 3월 : 7집 《외롭고 웃긴 가게》
- 1997년 12월 : 8집 《Lee-Tzsche》 :전곡 영어앨범 / 일본에만 발매되었다가 한국엔 2000년에 수입됨
- 1999년 3월 : 9집 《Asian Prescription》 - 일본
- 2001년 2월 : 10집 《Endless Lay》 - 일본
- 2003년 3월 : 11집 《신비체험》
- 2005년 6월 : 12집 《Romantopia》[14]
- 2007년 10월 : 13집 《The Third Place》
- 2010년 3월 : 14집 《We Are Made Of Stardust》
- 2014년 2월 : 15집 《LuLu》

### 비정규 음반
- 1988. 08. : 《제9회 MBC 강변가요제 앨범》 대상곡 담다디
- 1989. 12. : 《크리스마스 캐롤앨범》 크리스마스 또 돌아왔네
- 1990. 04. : 《동요앨범》 까치소리 동동동 (김흥국도 참여 / 당시 이앨범으로 문화부장관 표창 수상)
- 1992. 05. : 《이상은 베스트앨범》 (1,2집곡들) - 지구레코드
- 1997. 11. : 싱글 〈Actually, Finally〉 - 도시바EMI 일본
- 1998. 08. : 싱글 〈Ogiyodiora〉 -도시바EMI 일본
- 1998. 09. : 영화 《간밧떼 이키맛쇼이》 OST 《Give it all》 - (한국인 최초 일본영화음악담당) 도시바EMI 일본
- 1999. 02. : 싱글 〈A Path〉 - 도시바EMI 일본
- 2000. 10. : 《Lee-tzsche 베스트》 (1991~1999곡들) - 도시바EMI 일본
- 2000. 10. : 영화 '봉자' OST 《She Wanted》
- 2002. 03. : 스튜디오 라이브앨범 《Asian Breeze》[15] -도시바EMI 일본
- 2007. 08. : 디지털 앨범 《Out of Space》
- 2011. 08. : 디지털 스페셜 앨범 《Bliss》
- 2012. 02. : 디지털 싱글 〈안녕, 좋은하루〉
- 2019. 10. : EP 앨범 《fLoW》

### 참여 음반
- 1991.01. - MBC 축하의 노래 《당신의 생일을 축하합니다》
- 1996.07. - 강산에 3집 《별뜻없이, 자유새》
- 1997.04. - 어어부 프로젝트 1집 《녹색병원》
- 1997.09. - 황보령 1집 《탈진》
- 1997.09. - 도시락특공대 《Hold me, 즉흥퍼포먼스 2》 - 자작곡
- 1997.11. - 영화 《꽃을 든 남자》 OST 《당신 생각에》
- 1997.12. - 원일 '아수라' 달빛항해 - 몽금포타령
- 1998.10. - 김동섭 Oz Aurora [몽 夢]
- 1999.05. - 한대수 1975 고무신 서울~ 1997 후쿠오카 라이브 (코러스)
- 2000.04. - 도시락특공대 2집 《Actually, Finally》 - 자작곡
- 2000.06. - 어어부밴드 3집 《중국인 자매》
- 2001.10. - CB-MASS 2집 《흔적》
- 2001.11. - 2001 쌈지사운드 페스티벌 라이브 《사막》 - 자작곡
- 2002.08. - 김수철 POP & ROCK 《보고 싶은 너》
- 2004.02. - 달파란 & 병준 모조소년 1집 《To The Moon》
- 2004.06. - 영화 《인어공주》 OST 《To Mother》
- 2005.02. - 한대수 라이브 《2001 Live At Olympic Fencing Stadium》(코러스)
- 2005.09. - 2005 국악축전 공식음악 Dancing Goddess - 자작곡
- 2009.06. - MBC 《음악여행》 라라라 Live 《매일 그대와》
- 2011.01. - MBC 드라마 《마이 프린세스》 OST 《Falling》
- 2012.08. - 이야기해주세요 《성녀》 - 자작곡
- 2013.11. - MBC 드라마 《제왕의 딸, 수백향》 OST 《정읍사》
- 2015.04. - 한대수 40주년 트리뷰트 앨범 'Rebirth' 《One day 나 혼자, 하루 아침》
- 2016.11. - tvN 드라마 《막돼먹은 영애씨 시즌 15》 OST 《꿈을 따라가》 - 자작곡
- 2020.09. - KBC광주방송 남도애가요 프로젝트 《쉬어가리》- 자작곡

## 발행 저서
- 《푸른 달팽이의 달빛무대 & SOUL》- (2004.04 소담출판사 발행) - 시집
- 《이상은 ART & PLAY - 예술가가 되는 법》 - (2007.05 M&K 발행)
- 《삶은 여행》(이상은 in 베를린) - (2008.03 북노마드 발행)
- 《올라 투명한 평화의 땅, 스페인》(보헤미안 이상은 스페인 여행기) - (2008.11 EBS지식채널 발행)
- 《뉴욕에서》(문화관찰자 이상은의 뉴욕이야기) - (2010.08 스테이지팩토리 발행)
- 《London Voice》(삶은여행, 두번째 이야기) - (2011.01 북노마드 발행)
- 《젊은 날의 선택》 - 이상은 외 11인 공저 - (2004.07 정음 발행)
- 《인생기출문제집》- 이상은 외 20인 공저 - (2009.10 북하우스 발행)
- 《사랑 풍경》- 이상은 외 16인 공저 - (2012.09 섬앤섬 발행)
- 《넌 아름다워》- 이상은 , 그림 서평화 - (2019.12. 노란상상 발행) - 그림책

## 방송 활동

### DJ & MC
- 1988년 MBC FM4U 《FM은 내친구》 DJ
- 1989년 KBS TV 《젊음의 행진》 MC (with 이정현)
- 1989년 CBS 라디오 《우리들의 이야기》 청소년대상 토크쇼 MC
- 1990년 MBC FM4U 《밤의 디스크쇼》 DJ - 이상은 밤디 로고송
- 1993년 KBS 제2FM 《FM 인기가요》 DJ (with 조규찬)
- 1996년 EBS 라디오 《음악의 세계》 DJ
- 1996년 KMTV 《세계 유행 음악- 라 스텔라 스텔라》 MC
- 2002년 KBS 제2FM 《사랑해요 FM》 DJ
- 2009년 EBS 라디오 《세계음악기행》 DJ
- 2010년 MBC FM4U 《이상은의 골든디스크》 DJ (2010. 4. ~ 2012. 10.)
- 2011년 G1 강원민방 '내일의 빛 콘서트' 4주간의 음악여행 MC

### CF
- 1988년 - 해태 보리텐 CF (음료) 2편
- 1988년 ~ 1990년 - 해태 부라보콘 CF 2편
- 1990년 - 동원참치 CF
- 1993년 - 해태 찡오야 CF (과자)
- 2008년 - 알리카페 CF (커피)

### 드라마
- 1989년 - MBC 추석특집극 《사랑은 구름을 비로 내리고》 출연: 오지명, 이휘향, 최수종, 이상은 -- 출연영상
- 2013년 - MBC 수목 미니시리즈 《남자가 사랑할 때》 출연: 송승헌, 신세경 / 특별출연 (켈리 조 역할)

### 어린이
- 1993년 MBC TV 《뽀뽀뽀》 동요메들리 (특별 출연, 영상미디어 뽀뽀뽀 동요방 VHS 장면 포함)

### 교양
- 2003년 - EBS TV 《삼색토크 여자》 고정패널
- 2004년 - KBS 1TV 아테네올림픽특집 〈영혼의 자유를 노래하는 사람들〉 - 가수 이상은의 그리스 음악
- 2004년 - KBS 1TV 《그곳에 가고싶다》 - 길 위에 머문 시간 (경북 영주편)
- 2008년 - EBS TV 세계테마기행 〈보헤미안 이상은의 스페인기행〉 4부작
- 2009년 - KBS 1TV 《한밤의 문화산책》 리포터
- 2011년 - KBS 2TV 밴드오디션 프로그램 《TOP밴드》 특별심사위원
- 2012년 - KBS 1TV KBS 스페셜 다큐 〈런던, 재탄생!〉
- 2013년 - KBS 1TV 《문화 책갈피》 프레젠터
- 2019년 - EBS TV 특집다큐 광화문 광장, 도시의 심장을 바꾸다

### 내레이션
- 2009년 4월 - 광주 MBC TV 다큐 〈베를린의 신데렐라 '세오'〉
- 2009년 5월 - KBS 1TV 《수요기획》 〈예지가 인도로 간 까닭은〉
- 2009년 5월 - EBS TV 다큐멘터리 《리얼실험 프로젝트 X》 〈시민의 힘〉 2부작
- 2010년 7월 - MBC LIFE '행복의 지도 - 라다크: 오래된 미래의 행복'편
- 2011년 6월 - tvN스페셜 〈스마트폰 연애시대〉 2부작 다큐
- 2013년 2월 - JTBC 심리치유 프로젝트 <위험한 마음>
- 2018년 2월 - EBS TV <다큐프라임> 개띠열전 2부 - 그것만이 내 세상 70년 개띠

외 다수

## 영화
- 《담다디》 (1989. 2. 개봉) 감독: 김응천 / 출연: 이상은, 민규, 최재성
- 《굿모닝 대통령》 (1989. 7. 개봉) 감독: 이규형 / 출연: 이상은, 허준호, 김세준 -- 편집영상

- 1997년 - 영화 《홀리데이 인 서울》 음악(선곡작업)
- 1998년 - 일본영화 《がんばっていきまっしょい(Give it all)》 음악감독
- 2000년 - 영화 《봉자》 음악감독
- 2004년 - 단편 애니메이션 'Africa a.F.r.i.c.A' 음악감독 (2004. 도쿄 애니메이션 페어 그랑프리 수상)-- 아프리카 아프리카 OST
- 2008년 - 제2회 시네마디지털서울 2008('CinDi 2008') 공식 트레일러 연출
- 2009년 - 제6회 서울환경영화제 - 에코 프렌즈 위촉 / 트레일러 영상 <모두들 하고 있습니까?> 출연

## 전시
- 1996.05. - '카멜레옹즈(KameleonZ) 그룹전' @조선호텔
- 1996.09. - 홍익대 거리미술전
- 1997.04. - '외롭고 웃긴 가게' 전시회 @인사동 갤러리2000
- 2001.10. - 아트웍스코리아 / 초영노트, 크리스마스 카드, 다이어리 디자인
- 2008.03. - 베를린 여행 사진·에세이展 @소공동 롯데백화점 쌈지아트마켓
- 2008.09. - '시간의 점- 일상 속 아뜰리에 展' @갤러리 이앙
- 2008.12. - '스타작가들의 자선 사진전- 사랑을 전하는 시선 展' @인사동 인사아트센터
- 2008.12. - '서울 국제사진페스티벌- 기획전시' @ 구 서울역사
- 2010.10. - '아티스타☆에비뉴엘'展 @롯데에비뉴엘
- 2016.07. - '아트테이너 & 지역작가 초대전' @거창문화센터 전시실

## 수상 내역
- 1988년 MBC 강변가요제 대상 〈담다디〉, 골든디스크 신인가수상 수상, MBC 가요대제전 신인가수상 + 10대가수상 수상, KBS 가요톱10 1위 (4주)
- 1993년 MBC 결정! 최고 인기가요 〈언젠가는〉 1위 <5집> (2주)
- 2004년 제1회 한국대중음악상 올해의 여자가수상 수상 <11집>
- 2005년 제7회 KBS 바른언어상 - 아름다운 노랫말 부문 특별상 수상[16] <12집>
- 2006년 제3회 한국대중음악상 올해의 여자가수상 수상 <12집>
- 2008년 제5회 한국대중음악상 올해의 음반, 올해의 팝음반 (종합장르부문), 올해의 가수상 후보 선정 <13집>

## 기타 경력
- 2002 한국여성재단 홍보대사
- 2006 피스프렌드 아프리카 홍보대사
- 2006 공정무역 홍보대사
- 2009~ 인디레이블 'Breeze Music' 대표

## 추천 영상
- 1988년 강변가요제 본선경연 '담다디' + 시상식 영상 : 데뷔당시 화제의 수상소감[17]
- 88년 9월 별밤 공개방송 : 데뷔직후 첫라디오 공개방송. 들어보면 이미 데뷔전부터 자기소신과 주관이 뚜렷했다는걸 알 수 있다.
- 젊음의 행진MC 영상 : 아이돌시절 발랄한 모습을 엿볼 수 있음. (1989~90년) 성대결절로 고생하던 시기이기도 하다.
- 90년 〈그대 떠난후〉 영상 : 유학가기전 아이돌로서 마지막으로 활동한 곡. 거침없는 무대 퍼포먼스. 이상은이 작사한 곡이다.
- 92년 별밤 '이상은 미니콘서트' : 미국 유학중 4집을 들고 한국에 왔을 때 라디오 공개방송. 이상은의 진솔한 이야기를 들을 수 있고, 팝송을 부르는 도중 울먹이기도 한다.
- 93년 〈언젠가는〉 라이브 : 1993년 당시 가요톱텐 영상
- 95년 〈공무도하가〉 라이브 : 대중가수에서 아티스트로 넘어가는 과도기적 영상. 관객반응과 무대위 이상은 모습의 이질감.
- 95년 토크쇼 출연영상 : 6집 '공무도하가'에 대한 곡설명과 라이브도 들을 수 있다.
- 97년 <사막>, <집> 라이브 : 7집 《외롭고 웃긴 가게》발매전 출연영상
- 98년 'Ogiyodiora' : 이상은의 일본영화 OST 주제곡 '어기여디어라' 영어버전
- 2001년 리채 활동시절 영상 : 2001년 2월 영국 미술유학中 10집앨범 프로모션차 귀국했을 때 인터뷰 영상
- 2002년 MBC 2580 영상 : 2002년 1월 시사매거진 2580에서 이상은의 변신에 대한 취재 방송을 하기도 하였다.
- 2010년 피플 인사이드 : 2010년 5월 백지연의 피플INSIDE 출연영상
- 온스테이지 플러스 : 2014. 5. 라이브영상
- YTN 인터뷰 : 2014. 7. 가장 최근 TV인터뷰 영상.